# مارش (برایسگائو)
مارش (به آلمانی: March) یک شهرداری در آلمان است که در برایگاو-هخشوارتسوالد واقع شده‌است.